# Shaun Wright-Phillips
Shaun Cameron Wright-Phillips (Greenwich, 25 de outubro de 1981) é um ex-futebolista inglês que atuava como ponta-direita.

## Carreira

### Manchester City e Chelsea
Wright-Phillips cresceu nas categorias de base do Nottingham Forest, mas em julho de 1998, aos dezesseis anos de idade, transferiu-se para o Manchester City. Fez sua estreia no time principal treze meses depois, em novembro de 2000, numa vitória por 1 a 0 sobre o Burnley, em jogo válido pela Copa da Liga Inglesa.
Phillips renovou por quatro anos com Sky Blues e continuou sendo a sensação do City. A temporada 2004–05 seria a sua última em Manchester, pois o ponta-direita acabou sendo contratado pelo Chelsea, que pagou 30,4 milhões de euros pelo seu passe. O jogador assinou um contrato de cinco anos com os Blues.

### Retorno ao City e Queens Park Rangers
Depois de três temporadas no Chelsea sem muito protagonismo, ele retornou ao clube que o revelou em agosto de 2008. Posteriormente, entre 2011 e 2015, atuou no Queens Park Rangers.

### Aposentadoria
Anunciou oficialmente a sua aposentadoria no dia 24 de agosto de 2019, aos 37 anos.
| “ | Tentei levar a minha carreira pelo maior tempo possível. Mas nas últimas semanas decidi que era a hora de me aposentar oficialmente", afirmou o inglês, que estava sem equipe desde 2017, quando deixou o Phoenix Rising, da segunda divisão dos Estados Unidos. | ” |

## Seleção Nacional
Em março de 2002, Wright-Phillips fez sua estreia pela Inglaterra Sub-21, em um jogo contra a Itália; no entanto, uma lesão o tirou da fase final do Europeu da categoria.
Estreou pela Seleção Inglesa principal em agosto de 2004 e, apesar de ter jogado apenas 15 minutos, conseguiu marcar um gol. O ponta-direita era frequentemente convocado pelo técnico Sven-Göran Eriksson, mas acabou ficando fora da Copa do Mundo FIFA de 2006. No entanto, após Fabio Capello assumir o English Team, Phillips passou a ser chamado regularmente e esteve na lista de 23 convocados para a Copa do Mundo FIFA de 2010, realizada na África do Sul. Disputando posição com Joe Cole, James Milner e Aaron Lennon, atuou em três partidas no Mundial e não conseguiu impedir a Inglaterra de ser eliminada pela Alemanha nas oitavas de final.

#### Gols pela Seleção
| # | Data                   | Local                       | Adv.         | Resultado | Competição                             |
| - | ---------------------- | --------------------------- | ------------ | --------- | -------------------------------------- |
| 1 | 18 de agosto de 2004   | St. James' Park, Newcastle  | Ucrânia      | 3–0       | Amistoso                               |
| 2 | 8 de setembro de 2007  | Estádio de Wembley, Londres | Israel       | 3–0       | Qualificatórias para a Euro 2008       |
| 3 | 13 de outubro de 2007  | Estádio de Wembley, Londres | Estónia      | 3–0       | Qualificatórias para a Euro 2008       |
| 4 | 6 de fevereiro de 2008 | Estádio de Wembley, Londres | Suíça        | 2–1       | Amistoso                               |
| 5 | 14 de outubro de 2009  | Estádio de Wembley, Londres | Bielorrússia | 3–0       | Eliminatórias da Copa do Mundo de 2010 |
| 6 | 3 de março de 2010     | Estádio de Wembley, Londres | Egito        | 3–1       | Amistoso                               |

## Títulos
Manchester City
- Football League First Division: 2001–02
- Copa da Inglaterra: 2010–11

Chelsea
- Supercopa da Inglaterra: 2005
- Premier League: 2005–06
- Copa da Inglaterra: 2006–07